# 蒙蒂耶
蒙蒂耶（法語：Montilliers，法語：[mɔ̃tije] ⓘ）是法国曼恩-卢瓦尔省的一个市镇，属于索米尔区。

## 地理
蒙蒂耶（47°10'58"N, 0°30'16"W）面积26.36 平方千米，位于法国卢瓦尔河地区大区曼恩-卢瓦尔省，该省份为法国西部内陆省份，大致对应安茹地区，北起顺时针与马耶讷省、萨尔特省、安德尔-卢瓦尔省、维埃纳省、德塞夫勒省、旺代省、大西洋卢瓦尔省和伊勒-维莱讷省接壤。
与蒙蒂耶接壤的市镇（或旧市镇、城区）包括：莱永河畔欧比涅、塞尔尼松、利斯-上莱永、安茹地区舍米耶、贝勒维涅昂莱永。

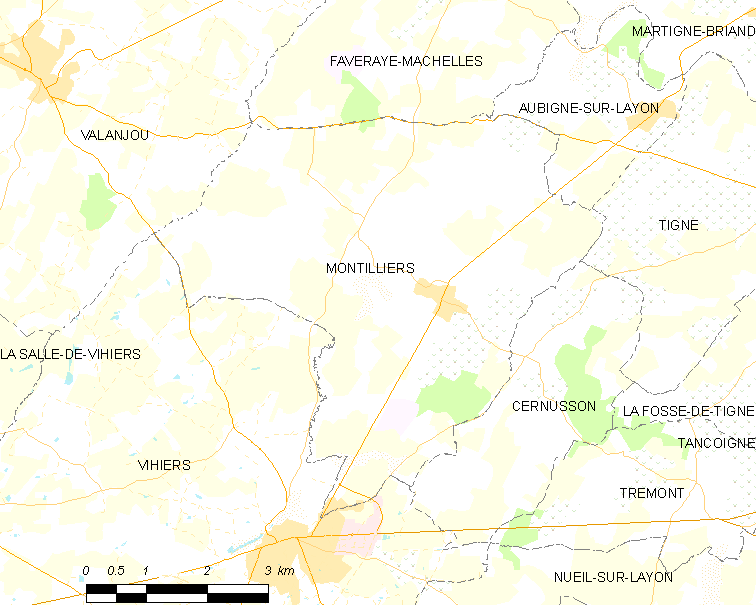
蒙蒂耶的OSM定位图

蒙蒂耶的时区为UTC+01:00、UTC+02:00（夏令时）。

## 行政
蒙蒂耶的邮政编码为49310，INSEE市镇编码为49211。

## 政治
蒙蒂耶所属的省级选区为绍莱第二县。

## 人口

1962-2008年间蒙蒂耶人口变化图示

蒙蒂耶于2022年1月1日时的人口数量为1229人。